# 7869 Pradun
A 7869 Pradun (ideiglenes jelöléssel 1987 RV3) a Naprendszer kisbolygóövében található aszteroida. Ljudmila Ivanovna Csernih fedezte fel 1987. szeptember 2-án.